# Telarca

La Scala di Tanner indica le cinque fasi di sviluppo delle caratteristiche sessuali secondarie femminili quali l'aumento delle dimensioni del seno

Il telarca, dal greco θηλή [tʰelḗ], “mammella” and ἀρχή [arkʰḗ] "inizio", è lo sviluppo delle ghiandole mammarie e quindi del seno. 
Di solito, nella femmina di Homo sapiens, il telarca ha inizio dopo gli otto anni d'età e si accompagna prima alla fase dell'adrenarca e poi a quella del pubarca. Una regolare fase del telarca indica il corretto funzionamento del sistema ormonale della femmina. A consentire l'accrescimento delle ghiandole mammarie sono gli ormoni estrogeni prodotti dalle gonadi femminili (ovaia). Il maschio pur possedendo le mammelle non è interessato dalla fase del telarca.